# Centorisoma nishijimai
Centorisoma nishijimai är en tvåvingeart som beskrevs av Kanmiya 1983. Centorisoma nishijimai ingår i släktet Centorisoma och familjen fritflugor. Inga underarter finns listade i Catalogue of Life.